# Один-єдиний (фільм, 1974)
«Один-єдиний» (рос. «Одиножды один») — російський радянський художній фільм 1974 року режисера Геннадія Полоки за сценарієм Віктора Мережка.

## Зміст
Історія про гулящого чоловіка, який встиг поміняти кількох дружин, і діти якого живуть по всьому Союзі. Вже в похилому віці його покинула чергова дружина і він зрозумів, що сім'я – це найбільша цінність. Він вирушає в подорож, під час якої хоче відвідати всіх своїх нащадків. Одній зі своїх доньок він хоче допомогти вийти заміж, щоб вона повірила, що батько, якого у неї ніколи не було, любить її.

## Ролі
- Анатолій Папанов — Іван Каретніков
- Ніна Архипова — Марія
- Володимир Кашпур — Кузьма
- Валентина Теличкина — Ніна Каретникова
- Михайло Поляк — Володька
- Микола Караченцов — Анатолій
- Тетяна Пельтцер — Матвіїха
- Юлія Орєхова — Світланка
- Регіна Корохова  — Раїса
- Світлана Жгун — Вірка
- Тетяна Опаркіна — молодуха
- Муза Крєпкогорська — тітка Наташа, сусідка Ніни
- Роман Ткачук — Думченко, завклуб
- Микола Сморчков — оратор
- Тамара Яренко — касирка на вокзалі
- Любов Тищенко — епізод
- Ірина Короткова — епізод, дружина голови колгоспу
- Ділором Камбарова — епізод

## Пісні у фільмі
Всі пісні для фільму були написані Володимиром Висоцьким. Однак з восьми пісень у фільм увійшли тільки п'ять, і то в урізаних варіантах.
- - Пісня Вані у Марії (увійшли строфи 7-10). Стилізація під пісні, що виконувалися жебраками-інвалідами у вагонах електричок.
  - Пісня про чорному і білому лебедів (увійшла строфа 3). Стилізація під народну пісню.
  - Величальна батькові (увійшла строфа 1). Стилізація під обрядову народну пісню.
  - Частушки до весілля (не ввійшла)
  - Студентська пісня (увійшли без кінцевих рядків 1 і 4 строфи).
  - Частушки (увійшли строфи 3,4,6-8,10 і додаткова строфа українською мовою, також складена Висоцьким)
  - Сумна пісня про Ванічку (не ввійшла)
  - Пісня Вані перед студентами (не ввійшла)

Пісня Вані перед студентами (не ввійшла The Beatles «Sgt. Pepper’s Lonely Hearts Club Band».

## Факти
Ні дискотеці в сільському клубі Микола Караченцов виконує яскравий танець-імпровізацію, в якому він продемонстрував як надзвичайну пластику тіла, як і талант танцюриста.